# الساعة (كوكبة)

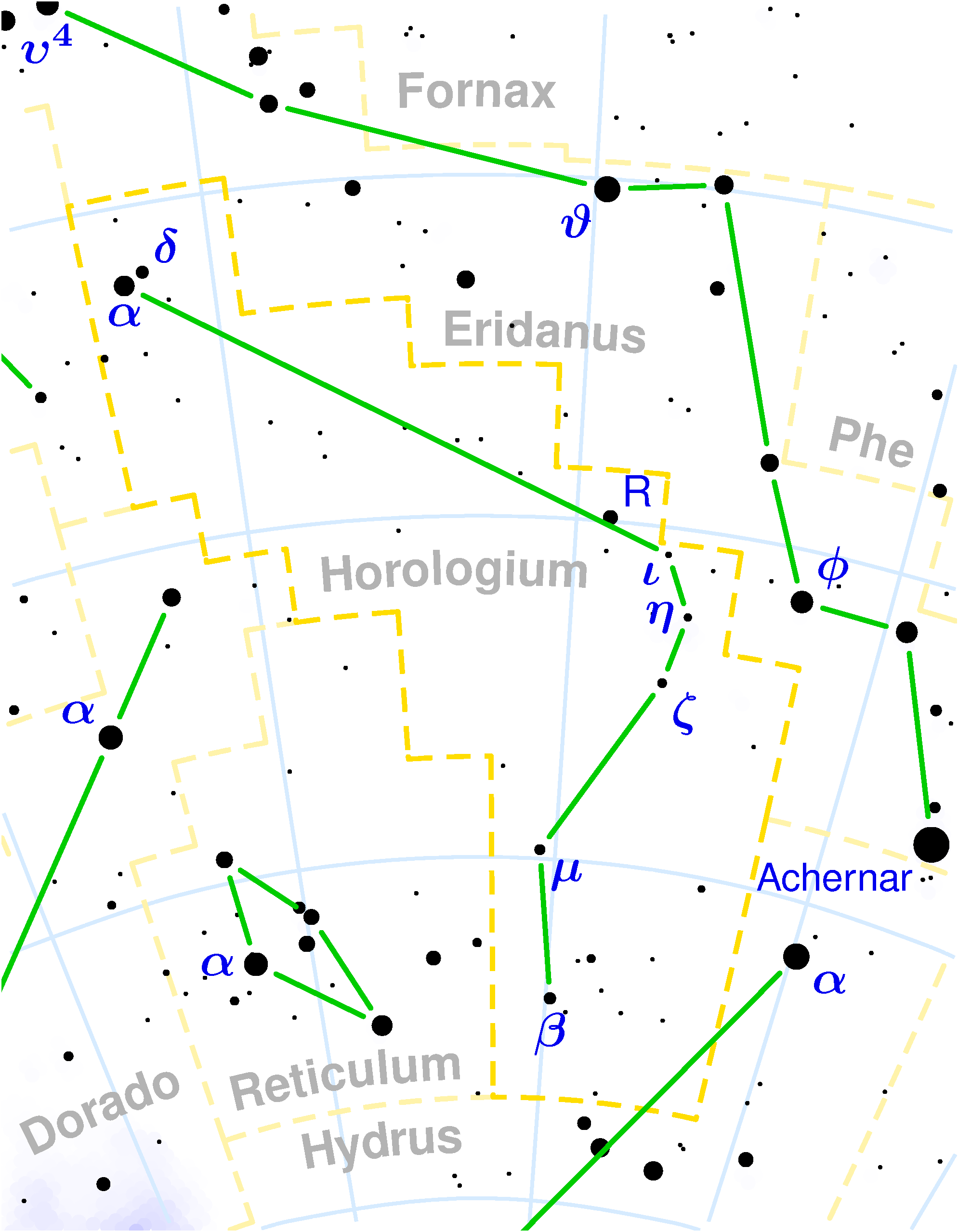
الصورة تمثل المجموعة النجمية: برج الساعة.

برج الساعة (بالإنجليزية: The Clock)‏؛ وباللاتينية: Horologium هو أحد كوكبات نصف الكرة الجنوبي التي ترى مائلة جداً على الأفق الجنوبي في خطوط عرض جنوب البلاد العربية وذلك في ليالي الخريف, وهي كوكبة صغيرة وباهتة في جنوب السماء. ويعتبر شهر كانون الأول من أفضل الأوقات لمشاهدته.
ومن المجرات التي تظهر في برج الساعة: NGC 1433.
ومن التجمعات النجمية: NGC 1261.

## وصلات خارجية
- موقع الكون